# Родословная книга М. А. Оболенского
Родословная книга М. А. Оболенского (Оболенский 1-й список) — родословная книга из собрания князя М. А. Оболенского является уникальным рукописным памятником русской письменности XVI-XVII веков.
Полное название родословной книги: «Книга, глаголемая родословие князей Российского государства от первого великого князя Рюрика и до царя и великого князя Фёдора Ивановича всея России и родословие от великих князей и удельных князей и родов боярских».
Родословец относится к редакции родословных книг «в 43 главы с приписными» и является одним из лучших и полных списков этой редакции. Хранится в РГАДА.

## Датировка
Вероятно, что родословная книга была создана в 1590-х годах путём дополнения Государева родословца 1555 года новыми главами. В 1650-х годах она подвергалась переработке, а в 1680-х годах была пополнена новыми сведениями, собранных в ходе работы Палаты родословных дел. Летом 1688 года процесс пополнения Государева родословия был завершён, в результате чего появилась Бархатная книга. Таким образом, родословная книга М. А. Оболенского, по внесённым в её данным, была написана до этого времени, по видимому между февралём 1687 года и июнем 1688 года.

## Родословная книга
Основу составляет хранившаяся в Разрядном приказе «большая родословная Елизаровская книга» или иначе говоря, официальный Государев родословец, созданный, как доказывал Н. П. Лихачёв в 1555 году при разрядном дьяке Иване Елизарове (Цыплятеве) и состоящий из 43 глав с росписями виднейших родов того времени. После текста Государева родословца в данной редакции родословных книг помещены «приписные» главы с росписями родов, выдвинувшихся на первые роли в конце XVI—начале XVII веков.
Представляет собой рукопись на 307 листах, написанную скорописью конца XVII века несколькими почерками, на бумаге имеются водяные знаки в виде головы шута (древний герб Амстердама), отдельные заголовки и заглавные буквы выполнены киноварью. Листы пронумерованы арабскими цифрами — вверху, а буквенной цифирью — внизу.
Состоит из 79 глав, при этом у главы «Род Нагайских князей» номера нет. Текст родословной книги имеет много помет, показывающих, что в основу её протографа был положен официальный Государев родословец.
По одной из версий, книга была написана приказными дьяками специально на продажу.

## Актуальность
Является важным источником по истории и генеалогии российского дворянства. Текст родословной книги давно попал в поле зрения учёных и исследователей, однако неполная публикация этого памятника письменности так и не была осуществлена. Данный пробел восполнил в монографии под названием «Памятники истории русского служилого сословия» А. В. Антонов под рецензией к.и.н. Ю. В. Анхимюка и зам. директора РГАДА — Ю. М. Эскина.